# Ludvík Daněk
Ludvík Daněk (6. ledna 1937 Hořice u Blanska – 16. listopadu 1998 Hutisko-Solanec) byl český a československý atlet, olympijský vítěz, mnohonásobný československý reprezentant a světový rekordman v hodu diskem.

## Životopis

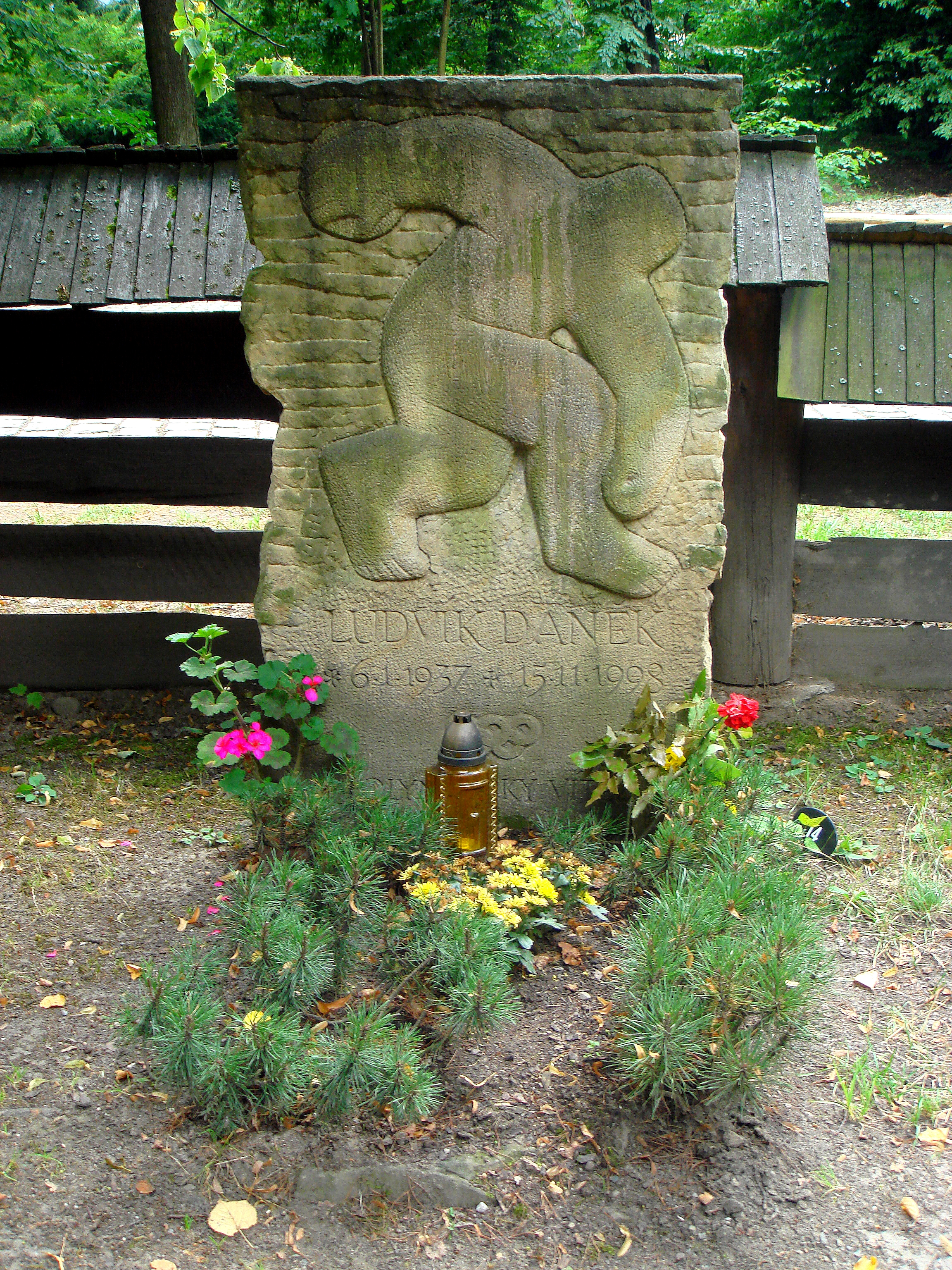
Hrob Ludvíka Daňka v Rožnově pod Radhoštěm.

### Dětství a sportovní začátky
Ludvík Daněk neměl příliš šťastné dětství. Vážně nemocný otec zemřel šestnáct dní po jeho narození, dva roky na to vypukla druhá světová válka. O co méně přál Ludvíkovi Daňkovi osud, o to více miloval pohyb. Malý Ludvík rád běhal po lesích v okolí svého domova, když trochu povyrostl, začal se věnovat severské kombinaci, v osmnácti letech pak u něj zvítězila atletika, konkrétně hod diskem. Jako první trenér se mu začal věnovat Jan Vyškovský. Přibližoval mu techniku hodu diskem a informoval o potřebné celoroční přípravě. V roce 1956 vytvořil Daněk výkonem 42,67 m krajský rekord staršího dorostu. Vojnu absolvoval jako psovod pohraniční stráže u rakouských hranic. I na vojně se věnoval disku a jezdil na závody. A právě návrat z jednoho z nich málem znamenal konec kariéry v podstatě ještě dříve, než pořádně začala. 27. dubna 1957 se vracel z úspěšných závodů v Brně. Kamarád, který ho ze závodů vezl, nezvládl řízení motocyklu a narazil přímo do stromu. Daněk měl ošklivě zraněnou páteř a roztrženou ledvinu. Z nemocnice odešel po pěti měsících jako neschopný dalšího výkonu vojenské služby a s nulovými vyhlídkami na pokračování sportovní kariéry.

### Sportovní kariéra
I přes nepříznivé lékařské prognózy a silné bolesti zad, které ho provázely do konce života, pokračoval ve sportovní kariéře pod vedením trenérů Jana Vyškovského a od roku 1961 především Jana Vrabela. Začal startovat za atletický oddíl Zbrojovky Brno (Spartaku ZJŠ Brno). V roce 1962 poprvé reprezentoval Československo na mezinárodních závodech – na evropském šampionátu. V Bělehradě skončil devátý. V následující sezóně překonal poprvé šedesátimetrovou hranici (60,04 m v Košicích). Za tento výkon mu byl udělen titul mistra sportu. O dva roky později se zařadil mezi světovou diskařskou elitu. Nejprve 10. května 1964 na závodech ve Vyškově hodem 62,45 m dosáhl na evropský rekord, 2. srpna pak v Turnově vylepšil hodem 64,55 m rekord světový. Na olympijských hrách v Tokiu korunoval svůj vstup mezi diskařskou elitu ziskem stříbrné medaile, když ho až posledním pokusem připravil o prvenství v té době dvojnásobný olympijský vítěz, Američan Al Oerter.
Na následujících hrách v Mexiku získal bronzovou medaili, vrchol jeho sportovní kariéry přišel na olympiádě v Mnichově, kde v soutěži diskařů zvítězil posledním pokusem. Zde už (stejně jako o rok dříve na mistrovství Evropy v Helsinkách) startoval jako člen atletického oddílu Sparta Praha.
Kde se Daňkovi nedařilo, to byla mistrovství Evropy. V Bělehradě (1962) skončil devátý, v Budapešti (1966) za vytrvalého deště pátý a v Aténách (1969) čtvrtý. Až v Helsinkách (1971) se dočkal a získal svůj jediný titul mistra Evropy.

### Konec kariéry
V srpnu 1977 získal na II. Mistrovství světa veteránů v Göteborgu ve Švédsku stříbrnou medaili za svým dlouholetým soupeřem, čtyřnásobným olympijským vítězem Al Oerterem. Zde vycestoval mj. společně s reprezentačními kolegy koulařem Skoblou (zlato), výškařem Brzobohatým (4. místo) a trenérem Otakarem Vodičkou.
Po mistrovství Evropy v Praze (1978) skončil s aktivní kariérou a věnoval se trenérské činnosti. V 90. letech se stal významným sportovním funkcionářem. Byl místopředsedou Českého atletického svazu a předsedou Českého klubu olympioniků.
Dne 16. listopadu 1998 byl sousedy nalezen mrtvý ve své chalupě na Valašsku. Pochován je na Valašském Slavíně, hřbitově, který je součástí Valašského muzea v přírodě v Rožnově pod Radhoštěm.

## Úspěchy

### Letní olympijské hry
- LOH 1964 Tokio – 2. místo (60,52 m)
- LOH 1968 Mexiko City – 3. místo (62,92 m)
- LOH 1972 Mnichov – 1. místo (64,40 m)
- LOH 1976 Montreal – 9. místo (61,28 m)

### Mistrovství Evropy
- 1966 Budapešť – 5. místo (56,24 m)
- 1969 Atény – 4. místo (59,30 m)
- 1971 Helsinky – 1. místo (63,90 m)
- 1974 Řím – 2. místo (62,76 m)
- 1978 Praha – 15. místo (58,60 m)

### Světové rekordy
- 64,55 m 2. srpen 1964 Turnov
- 65,22 m 12. říjen 1965 Sokolov
- 66,07 m 7. červen 1966 Long Beach

### Evropské rekordy
- 62,45 m 10. květen 1964 Vyškov
- 66,48 m 8. červen 1969 Long Beach

### Český rekord
- 67,18 m 1974

## Ocenění
- Zasloužilý mistr sportu 1964[5]

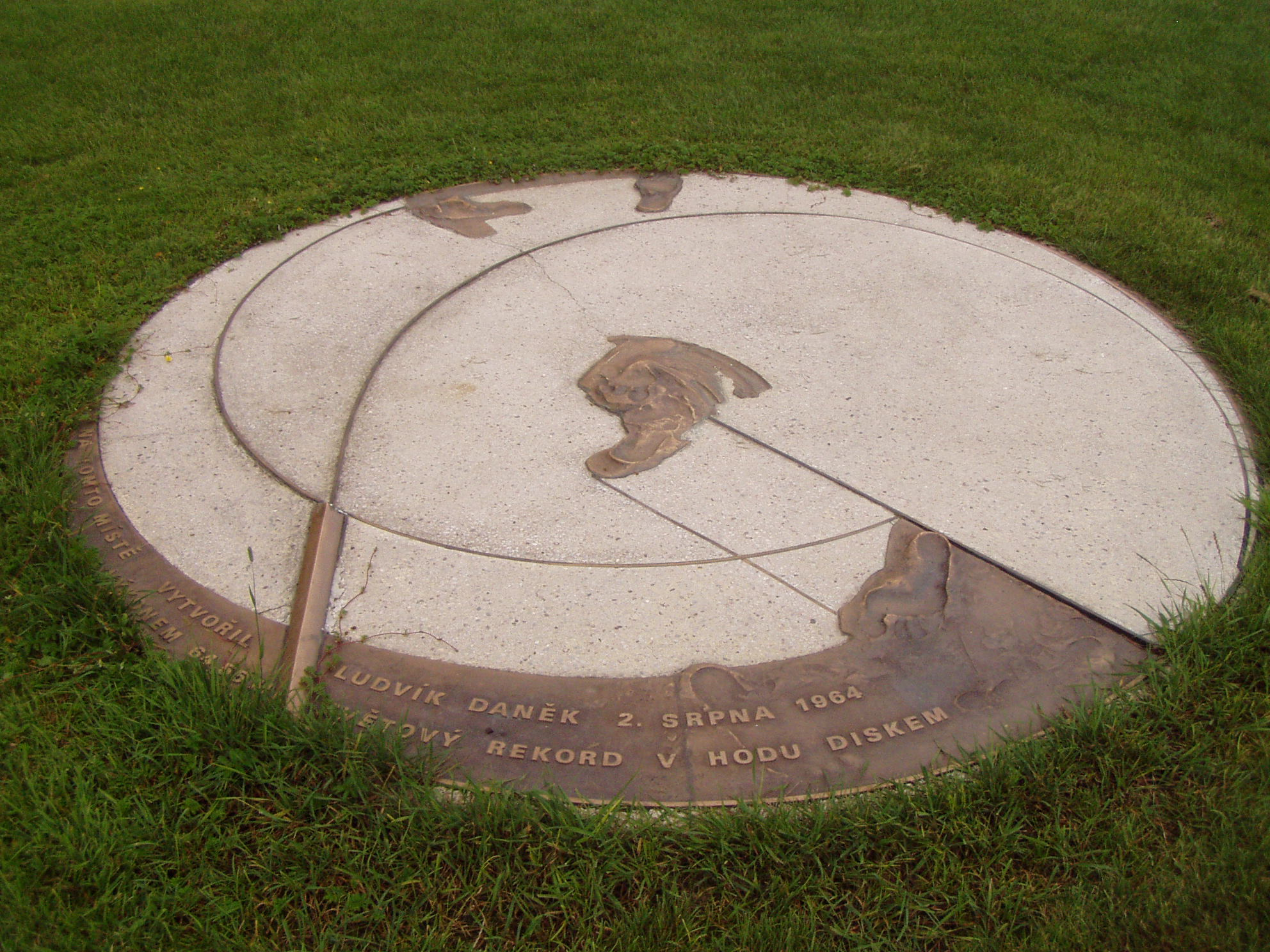
Pamětní kruh na stadionu v Turnově

- 7x Atlet roku (Československa) v letech 1963–1972
- 2× Sportovec roku – 1965 a 1972
- Čestným občanem města Blanska – 1995
- Mezinárodní cena Pierre de Coubertina – 1996
- Pamětní deska na jeho rodném domě v Blansku-Hořicích – odhalena 20. září 2003
- Pamětní kruh na Turnovském atletickém stadionu
- Pojmenování sportovního gymnázia v Brně, Botanická 70
- Memoriál Ludvíka Daňka – od roku 1999 (mezinárodní atletický mítink v Turnově)
- V roce 2019 založen v Blansku Atletický klub Ludvíka Daňka